# Stainburn, Cumbria
Stainburn är en by i civil parish Workington i grevskapet Cumbria i England. Orten hade 1 747 invånare år 2020. Stainburn var en civil parish 1866–1934 när det uppgick i Beetham Workington och Winscales. Parish hade 246 invånare år 1931.